# Contea di Auglaize
La contea di Auglaize (in inglese Auglaize County) è una contea dello Stato dell'Ohio, negli Stati Uniti. La popolazione al censimento del 2000 era di 46 611 abitanti. Il capoluogo di contea è Wapakoneta.